# KOMO-AM
KOMO  ist eine kommerzielle Radiostation  für die Seattle Metropolitan Area in Seattle, Washington. Der Sender ist im Besitz der Sinclair Broadcast Group und sendet ein „all-news“-Format. Die Station ist Partner von ABC News Radio. Da KOMO sein Programm neben seiner Mittelwellenstation auch über die UKW-Station KOMO-FM ausstrahlt, wirbt die Station mit dem Slogan KOMO News 1000 AM and 97.7 FM.
KOMO ist eine Clear-Channel Station und sendet ihr 50 kW starkes Signal tagsüber unidirektional und nachts direktional, um Störungen von Sendern auf gleicher Frequenz aus Chicago und Mexiko-Stadt, zu vermeiden. Nachts erreicht das Signal auf 1000 kHz den gesamten Westen der USA und Kanadas.
Das KOMO Programmformat besteht fast ausschließlich aus Nachrichten. Die Morgensendung „First Light“ wird von Westwood One übernommen.

## Geschichte
1924 ging KFQX, die Station der American Radio and Telephone Company auf Sendung. Die Firma gehörte Roy Olmsted und Alfred M. Hubbard. Der ehemalige Polizist Olmsted (1886–1966) betrieb einen „Import/Export-Alkoholhandel“, kaufte Alkohol in Kanada und lieferte ihn nach Mexiko aus – so die offizielle Darstellung. In Wahrheit war er jedoch Seattles größter Schwarzhändler von Alkohol in der Zeit der Prohibition. Durch die großen Umsätze konnte sich Olmsted den Aufbau eines Radiosenders leisten. Alfred M. Hubbard war ein von Olmsted angeheuerter Radiotechniker, mit dem er zusammen einen 1-kW-Sender in seinen Privaträumen installierte. Olmsteds Frau betätigte sich als Radiosprecherin und erzählte in den Abendstunden „Gute-Nacht-Geschichten“ für Kinder; in Wirklichkeit sendete sie jedoch codierte Nachrichten an die Alkohol-Schmuggler ihres Mannes.
Schließlich konnten die Behörden Hubbard mit dem Versprechen auf eine spätere Agententätigkeit als Informanten gewinnen. Dies führte schließlich zur Verhaftung von Olmsted, seiner Frau und fünfzehn weiteren ihrer Gäste, sowie zur Abschaltung von KFQX am 17. November 1924.
Der Sender wurde von anderen Betreibern übernommen und wechselte dabei auch das Rufzeichen zu KOMO. Ab 1948 sendete die Station von einer neu gebauten Sendeeinrichtung mit 50 kW auf Vashon Island. 1953 ging die Fernsehstation KOMO-TV auf Channel 4 auf Sendung. KOMO-TV war zunächst Partner des NBC Television Network.  Sowohl KOMO-TV wie auch der Radiosender wechselten 1958 zu ABC Network.
KOMO sendete bis 1964 ein Programm mit konservativen Talksendungen und änderte dann sein Format in ein MOR-Musikprogramm („Middle of the Road“).  In den 1990er Jahren änderte sich das Programm in ein News-Talk-Fomat und 2002 wurde KOMO schließlich zu einer „all-news“-Station. Dabei wurden auch die redaktionellen Ressourcen von KOMO-TV genutzt und lange Nachrichtenformate eingeführt. Die UKW-Station KOMO-FM ging 2009 auf Sendung und überträgt seitdem das identische Programm auf UKW 97,7 MHz. KOMO wurde im gleichen Jahr Medienpartner des Baseballteams der Seattle Mariners.